# Herdenkingsmuseum voor de Martelaren van de Rode Terreur
Het Herdenkingsmuseum voor de Martelaren van de Rode Terreur in Addis Abeba is een in 2010 geopend museum ter nagedachtenis aan hen die zijn gedood door de Rode Terreur ten tijde van het Derg-regime in 1977/78.
Van 1974 tot 1987 heerste in Ethiopië een militaire junta onder leiding van Mengistu Haile Mariam. Deze junta werd Derg genoemd. Met steun van de Sovjet-Unie probeerden zij op een gewelddadige manier Ethiopië te veranderen in een socialistisch land. Vele tegenstanders van het regime zijn vermoord en verminkt, zogezegd omwille van een beter Ethiopië.
Het museum toont martelwerktuigen en schedels, botten, bebloede kleding en foto's van slachtoffers. Ook worden foto's getoond van Ethiopië ten tijde van het Derg-regime.
Het museum is gelegen aan het Meskelplein en is gratis toegankelijk.